# Worsbrough
Worsbrough è un paese della contea del South Yorkshire, in Inghilterra, popolato da 9.516 abitanti.

## Geografia fisica
Worsbrough comprende il ponte di Worsbrough, il comune di Worsbrough, il villaggio di Worsbrough, la vallata di Worsbrough e Ward Green. Il fiume Dove bagna questa cittadina ad est ed ovest prima di sfociare nel fiume Dearne nella stessa vallata.